# Zoo d'Asson
 (juillet 2023).
Si vous disposez d'ouvrages ou d'articles de référence ou si vous connaissez des sites web de qualité traitant du thème abordé ici, merci de compléter l'article en donnant les références utiles à sa vérifiabilité et en les liant à la section « Notes et références ».
Le zoo d'Asson est un parc zoologique français situé en Nouvelle-Aquitaine, dans les Pyrénées-Atlantiques, sur le territoire de la commune d'Asson. Créé en 1964, il présente environ 500 animaux d'une centaine d’espèces, sur cinq hectares.
En collaboration avec l'association zoologique d'Asson, il soutient des programmes de conservation de la faune et travaille à la sensibilisation du public à la nécessité de préserver la biodiversité.

## Historique
Initialement jardin exotique d'Asson, Le zoo est créé en 1964, par la famille Saint-Pie. Constituant alors, l'un des premiers zoo privés de France, les premiers lémuriens naissent en 1967. En 1996 est créé le premier parcours découverte, devenu depuis le parcours kangourous. 
En 2001, Valérie Ramon et Luc Lorca acquièrent le zoo et un couple de panthères des neiges fait son arrivée.
La serre de style Second Empire, inscrite monument historique et provenant de la villa Sainte-Hélène à Pau, est restaurée en 2003. Cette année-là voit également l'arrivée des gibbons à coiffe, des ouistitis argentés et des perruches des figuiers, rapidement remplacées par des loris cardinaux. L'espace est réaménagé en 2007 pour le grand lémur des bambous. Une "clairière africaine" avec des grandes antilopes est créée deux ans plus tard.
En 2004, 2005 et 2006, les loups à crinière, les tatous à trois bandes, les porcs-épics indiens, les hapalémurs, les pandas roux, ainsi que les aras viennent compléter la structure au même titre que les tigres de Sibérie, les petits-ducs à face blanche et les athérures, ainsi que la construction de l'enclos des grues antigones.
En 2007, un espace est réaménagé en vue d'accueillir l'espèce de lémurien la plus rare, le grand Hapalémur. Le zoo accueille les mangoustes noires et les chiens de prairie ainsi que la création du jardin pédagogique des papillons en 2008, puis la création d'une " Clairière africaine " en 2009, accueillant grues demoiselles de Numidie, grandes antilopes et ouettes d'Égypte. Également, la création d'un " Sous-bois des îles " permet quant à lui l'installation d'une vaste volière consacrée aux oiseaux d'Indonésie.
En 2010, la " Savane africaine " est créée et accueille des zèbres, des servals, et des porcs-épics. Un bus pédagogique est également créé et en 2011, un couple de loutres d'Asie fait son arrivée.
Après quelques réaménagements et déplacements d'espèces et l'arrivée d'un couple de sakis à face blanche en 2012, les espaces d'immersion " Nosy Be "  avec des lémuriens et " l'Outback, Australie sauvage " présentant les kangourous et les émeus sont créés en 2013. 
Le 23 juillet 2013, le tigre de Sibérie, présent au zoo depuis une dizaine d'années, meurt de vieillesse, et le 28 octobre, " Radjah " un tigre blanc né au ZooParc de Beauval (Loir-et-Cher) prend sa place.

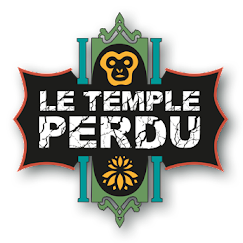
Logo du "Temple perdu".

En 2015 et 2016, une partie du zoo est réaménagée sur le thème de l'Asie, notamment par la création de la " Forêt de Chine " qui présente une nouvelle volière d'immersion où évoluent des écureuils rayés de Swinhoe et des tragopans satyres. Plus tard cette volière sera enrichie d'autres oiseaux ( loriquets arc-en-ciel, diamants mandarins, cailles de Chine, et tourterelles diamants) pour devenir l'espace " Entre Asie et Australie ".
En 2017, le zoo accueille un couple d'ocelots et aménage un espace spécial appelé " Temple de l'ocelot " comprenant des volières de perroquets déjà présents.
En 2018 et 2019, le zoo aménage un parc de jeu pour enfant, un parcours de jeu " Zooathlon " et 2 espaces de présentation de dinosaures.
En 2020, le zoo aménage une nouvelle volière pour une famille de gibbons à favoris blancs.
En 2021 , " Le temple perdu ", une serre tropicale sud-est asiatique en immersion est créée présentant des espèces menacées de cette région notamment des chauve-souris pteropus et des tortues géantes manouria emys, des porcs-épics des Philippines (le plus grand groupe du monde), des pythons verts et de nombreux oiseaux.
En 2022, le zoo aménage un espace consacré aux chèvres naines et baptisé " La ferme des câlins ". 

## Installations et flore présentée
Au pied des Pyrénées, le site est également le cadre d'une végétation subtropicale dominée par les palmiers, les massifs de bambous (20 espèces et variétés) et les bananiers.
Le climat du Béarn permet d’acclimater une grande variété d’espèces végétales exotiques.
Plusieurs centaines de palmiers de Chine constituent l’une des plus importantes palmeraies du Grand Sud-Ouest. Ils sont accompagnés d’autres espèces venues d’Uruguay, d’Afrique et de Louisiane.
Une vingtaine d’espèces et de variétés de bambous ont été implantées. Évocation vivante de l’Asie, ils embellissent le parc, offrent un abri naturel à nombre d’espèces et accessoirement de nourriture à certains lémuriens et aux petits pandas.
Les chiens de prairie à queue noire vivent tout près d’une rocaille regroupant des plantes de l’Arizona et du Nouveau-Mexique, cactus surprenants dans une région aussi arrosée et verdoyante.

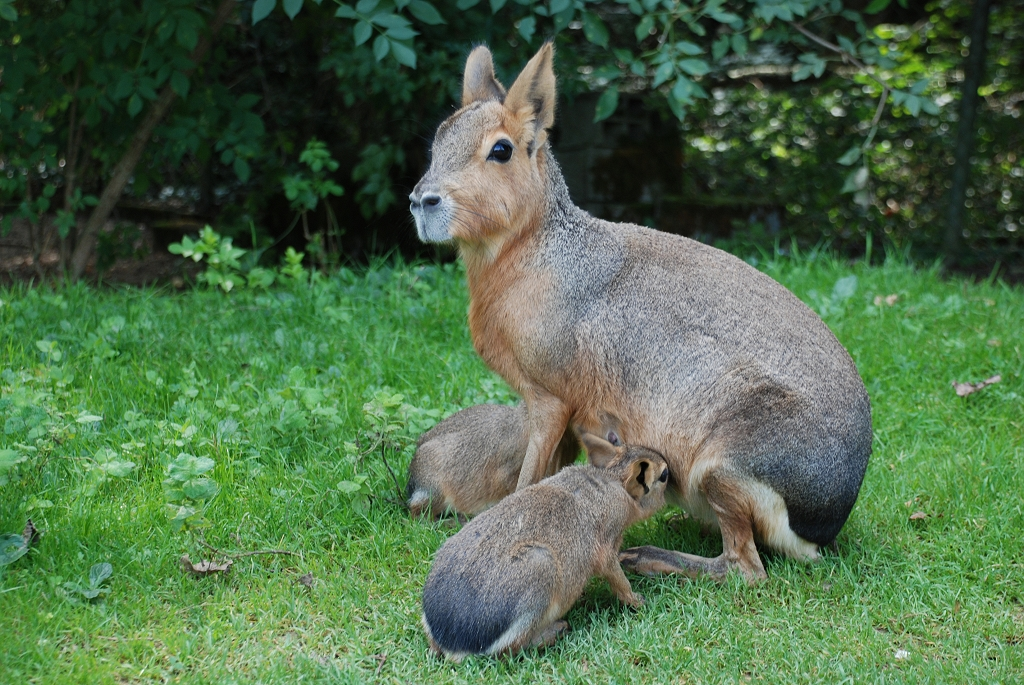
Mara et ses petits.
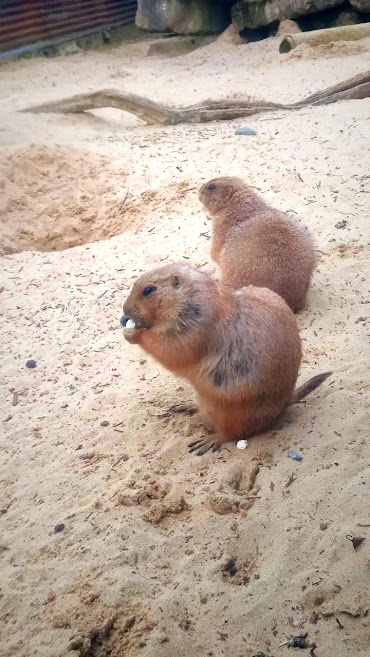
Un couple de chiens de prairie.